# Апухтино (Тульская область)
Апухтино — село в Одоевском районе Тульской области России.
В рамках административно-территориального устройства является центром Апухтинской сельской администрации Одоевского района, в рамках организации местного самоуправления — административный центр сельского поселения Северо-Одоевское.

## География
Расположено в равнинной слегка возвышенной местности в 4,5 км к северу от Одоева. Рядом проходят автодороги Одоев — Тула 70К041 и Суворов — Тула 70К304.

## Название
Название села произошло возможно от его географического расположения — «на опушке леса».

## История
До 1798 года крестьяне села принадлежали помещику графу Ив. Гр. Чернышеву, который затем передал их в казну. В 1832 году много крестьянских семей Апухтинского прихода, по причине малоземелья, переселилось в Саратовскую и другие губернии. Крестьяне занимались в основном земледелием, а также извозом, лесным промыслом, изготовлением деревянной посуды, телег, колёс и пр.
В состав церковного прихода входили: само село; деревни: Нестерова (Нестерово), Окорокова (Окороково), бо́льшая часть (15 дворов) Дракина (ныне не сущ.), с общей численностью прихожан 1604 человек, в т. ч. прихожан военного ведомства — 89 человек; купцов, мещан — 21 (по состоянию на 1857 год). В состав прихода ранее входила также деревня Юшкова (Юшково), но в 1822 году была отчислена к приходу соседнего села Болотское. До 1829 года церковь во имя архистратига Михаила с приделом Николая Чудотворца была деревянной. Но уже в 1833 году была построена каменная церковь и освящена во имя тех же святых. Колокольню построили в 1842 году. В 1878 — расширена трапезная, в 1888 — устроен второй придел в память зачатия св. Иоанна Предтечи. В селе имелась, с 1888 года, церковно-приходская школа.
В 1859 году в селе насчитывалось 69 крестьянских дворов; в 1915 — 257 дворов.
Уличная сеть села ныне (2020) состоит из десяти улиц: Алдошина, Вишнёвая, Казакова, Капитанова, Комсомольская, Красно-Луговая, Мира, Молодежная, Суворова, Центральная.

## Население
| Годы      | 1857  | 1859 | 1915 | 2010 |
| --------- | ----- | ---- | ---- | ---- |
| Население | 607 * | 685  | 1625 | ↗524 |

*) крестьяне крепостные государственные